# DDR-Fußballmeisterschaft der Junioren 1965
Die DDR-Fußballmeisterschaft der Junioren 1965 war die 16. Auflage dieses Wettbewerbes, der vom Jugendausschuss der Sektion Fußball (DDR) durchgeführt wurde. Der Wettbewerb begann am 9. Mai 1965 mit der Vorrunde und endete am 17. Juli 1965 mit dem Titel-Hattrick vom SC Aufbau Magdeburg, die im Finale mit 3:0 gegen den Junge Welt-Pokalsieger SC Karl-Marx-Stadt gewannen.

## Teilnehmende Mannschaften
An der DDR-Fußballmeisterschaft der Junioren (A-Jugend) für die Altersklasse (AK) 16–18 nahmen die Bezirksmeister der 14 Bezirke auf dem Gebiet der DDR sowie der Meister aus Ost-Berlin teil. Spielberechtigt waren Spieler bis zum 18. Lebensjahr (Stichtag: 1. Juni 1946 bis 31. Mai 1948).
Folgende Mannschaften qualifizierten sich für die DDR-Fußballmeisterschaft der Junioren:
| - Bezirk Rostock TSG Wismar - Bezirk Schwerin SG Dynamo Schwerin - Bezirk Neubrandenburg BSG Lokomotive Malchin - Bezirk Potsdam SC Potsdam - Ost-Berlin SC Dynamo Berlin | - Bezirk Frankfurt (Oder) BSG Motor Eberswalde - Bezirk Magdeburg SC Aufbau Magdeburg - Bezirk Halle SC Chemie Halle - Bezirk Leipzig SC Leipzig - Bezirk Cottbus SC Cottbus | - Bezirk Dresden SC Einheit Dresden - Bezirk Karl-Marx-Stadt SC Karl-Marx-Stadt - Bezirk Erfurt SC Turbine Erfurt - Bezirk Gera SC Motor Jena - Bezirk Suhl BSG Kali Werra Tiefenort |

## Modus
Die Bezirksmeister wurden in der Vorrunde in vier Staffeln aufgeteilt und spielten in einer Doppelrunde nach dem Modus „Jeder gegen Jeden“ die Teilnehmer für die Zwischenrunde aus. In der Zwischenrunde ermittelten die vier Staffelsieger der Vorrunde in zwei Paarungen mit Hin- und Rückspiel die Finalteilnehmer.

## Vorrunde

### Staffel 1
Spiele
| Datum                     |                     |   |                     | Hinspiel | Rückspiel |
| ------------------------- | ------------------- | - | ------------------- | -------- | --------- |
| So 09. Mai / So 30. Mai   | TSG Wismar          | – | SG Dynamo Schwerin  | 2:1      | :         |
| So 09. Mai / So 30. Mai   | SC Aufbau Magdeburg | – | SC Potsdam          | 1:0      | 3:1       |
| So 16. Mai / Mi 0.2. Juni | SG Dynamo Schwerin  | – | SC Aufbau Magdeburg | 0:8      | 1:2       |
| So 16. Mai / So 27. Juni  | SC Potsdam          | – | TSG Wismar          | 6:4      | :         |
| Sa 22. Mai / Do 27. Mai   | SG Dynamo Schwerin  | – | SC Potsdam          | 2:2      | 2:5       |
| Sa 22. Mai / Do 27. Mai   | TSG Wismar          | – | SC Aufbau Magdeburg | 6:1      | 1:7       |

Abschlusstabelle
| Pl. | Mannschaft          | Sp. | S | U | N | Tore    | Diff. | Punkte |
| --- | ------------------- | --- | - | - | - | ------- | ----- | ------ |
| 1.  | SC Aufbau Magdeburg | 6   | 5 | 0 | 1 | 022:900 | +13   | 10:20  |
| 2.  | SC Potsdam          | 5   | 2 | 1 | 2 | 014:120 | +2    | 05:50  |
| 3.  | TSG Wismar          | 4   | 2 | 0 | 2 | 013:150 | −2    | 04:40  |
| 4.  | SG Dynamo Schwerin  | 5   | 0 | 1 | 4 | 006:190 | −13   | 01:90  |

### Staffel 2
Spiele
| Datum                      |                        |   |                        | Hinspiel | Rückspiel |
| -------------------------- | ---------------------- | - | ---------------------- | -------- | --------- |
| So 09. Mai 0/ So 30. Mai   | BSG Lokomotive Malchin | – | SC Cottbus             | 1:1      | 0:3       |
| So 09. Mai 0/ So 13. Juni  | SC Dynamo Berlin       | – | BSG Motor Eberswalde   | 5:1      | 9:0       |
| So 16. Mai 0/ So 27. Juni  | SC Cottbus             | – | SC Dynamo Berlin       | 2:1      | 1:2       |
| So 16. Mai 0/              | BSG Motor Eberswalde   | – | BSG Lokomotive Malchin | 1:0      | :         |
| Mi .23. Juni / Do 27. Mai  | SC Cottbus             | – | BSG Motor Eberswalde   | 0:0      | 5:2       |
| Mi 0.2. Juni / So 06. Juni | SC Dynamo Berlin       | – | BSG Lokomotive Malchin | 4:1      | 6:0       |

Abschlusstabelle
| Pl. | Mannschaft             | Sp. | S | U | N | Tore    | Diff. | Punkte |
| --- | ---------------------- | --- | - | - | - | ------- | ----- | ------ |
| 1.  | SC Dynamo Berlin       | 6   | 5 | 0 | 1 | 027:500 | +22   | 10:20  |
| 2.  | SC Cottbus             | 6   | 3 | 2 | 1 | 012:600 | +6    | 08:40  |
| 3.  | BSG Motor Eberswalde   | 5   | 1 | 1 | 3 | 004:190 | −15   | 03:70  |
| 4.  | BSG Lokomotive Malchin | 5   | 0 | 1 | 4 | 002:150 | −13   | 01:90  |

### Staffel 3
Spiele
| Datum                     |                    |   |                    | Hinspiel | Rückspiel |
| ------------------------- | ------------------ | - | ------------------ | -------- | --------- |
| So 09. Mai / So 30. Mai   | SC Einheit Dresden | – | SC Chemie Halle    | 3:1      | 0:1       |
| So 16. Mai / Mi 0.2. Juni | SC Chemie Halle    | – | SC Motor Jena      | 6:2      | 3:2       |
| Sa 22. Mai / Do 27. Mai   | SC Motor Jena      | – | SC Einheit Dresden | 1:1      | 0:1       |

Abschlusstabelle
| Pl. | Mannschaft         | Sp. | S | U | N | Tore    | Diff. | Punkte |
| --- | ------------------ | --- | - | - | - | ------- | ----- | ------ |
| 1.  | SC Chemie Halle    | 4   | 3 | 0 | 1 | 011:700 | +4    | 06:20  |
| 2.  | SC Einheit Dresden | 4   | 2 | 1 | 1 | 005:300 | +2    | 05:30  |
| 3.  | SC Motor Jena      | 4   | 0 | 1 | 3 | 005:110 | −6    | 01:70  |

### Staffel 4
Spiele
| Datum                       |                          |   |                          | Hinspiel | Rückspiel |
| --------------------------- | ------------------------ | - | ------------------------ | -------- | --------- |
| So 09. Mai 0/ Mi .23. Juni  | SC Leipzig               | – | SC Karl-Marx-Stadt       | 1:0      | 0:3       |
| So 09. Mai 0/ So 30. Mai    | SC Turbine Erfurt        | – | BSG Kali Werra Tiefenort | 1:4      | 3:0       |
| So 16. Mai 0/ So 27. Juni   | SC Karl-Marx-Stadt       | – | SC Turbine Erfurt        | 3:0      | 3:0       |
| So 16. Mai 0/ Mi 0.2. Juni  | BSG Kali Werra Tiefenort | – | SC Leipzig               | 1:5      | 1:4       |
| So 23. Mai 0/ Do 27. Mai    | SC Leipzig               | – | SC Turbine Erfurt        | 1:1      | 2:1       |
| Mi 0.9. Juni / Mi .30. Juni | BSG Kali Werra Tiefenort | – | SC Karl-Marx-Stadt       | 2:3      | 00:11     |

Abschlusstabelle
| Pl. | Mannschaft               | Sp. | S | U | N | Tore    | Diff. | Punkte |
| --- | ------------------------ | --- | - | - | - | ------- | ----- | ------ |
| 1.  | SC Karl-Marx-Stadt       | 6   | 5 | 0 | 1 | 023:300 | +20   | 10:20  |
| 2.  | SC Leipzig               | 6   | 4 | 1 | 1 | 013:700 | +6    | 09:30  |
| 3.  | SC Turbine Erfurt        | 6   | 1 | 1 | 4 | 006:130 | −7    | 03:90  |
| 4.  | BSG Kali Werra Tiefenort | 6   | 1 | 0 | 5 | 008:270 | −19   | 02:10  |

## Zwischenrunde
In der Zwischenrunde ermittelten die vier Staffelsieger der Vorrunde in zwei Paarungen mit Hin- und Rückspiel die Teilnehmer für das Finale.
| Datum                   |                    | Gesamt |                     | Hinspiel | Rückspiel |
| ----------------------- | ------------------ | ------ | ------------------- | -------- | --------- |
| So 4. Juli / Mi 7. Juli | SC Karl-Marx-Stadt | 2:1    | SC Dynamo Berlin    | 2:0      | 0:1       |
| So 4. Juli / Mi 7. Juli | SC Chemie Halle    | 5:7    | SC Aufbau Magdeburg | 3:3      | 2:4       |

## Finale
Das Finale fand als Vorspiel des Intercupspiels BSG Chemie Leipzig – Pogoń Szczecin im Leipziger Zentralstadion statt.
| Paarung             | SC Karl-Marx-Stadt – SC Aufbau Magdeburg |
| Ergebnis            | 0:3 (0:1) |
| Datum               | Samstag, 17. Juli 1965 um 15:30 Uhr |
| Stadion             | Zentralstadion, Leipzig |
| Zuschauer           | 500 zu Beginn und später 3.000 |
| Schiedsrichter      | Kurt Halas (Ost-Berlin) |
| Tore                | 0:1 Geschke (14.) 0:2 Sparwasser (49.) 0:3 Häder (50.) |
| SC Karl-Marx-Stadt  | Rolf Frenzel – Frank Weiß, Peter Müller, Gerd Zimmer – Volker Benes, Reinhart Tröger – Hans-Heinrich Wolf, Kermer, Manfred Lienemann, Dieter Leuschner, Wilfried Erler Cheftrainer: Heinz Weber |
| SC Aufbau Magdeburg | Gerhard Mahrenholz – Lutz-Michael Häder, Manfred Zapf, Günter Reinke – Lange, Wilfried Balkow – Erich Tenneberg, Rainer Geschke, Jürgen Sparwasser, Walter, Gerhard Fräßdorf (zum Kader gehörten weiterhin: Zimmermann, Marzal, Schröder, Wehneild, Lothar Düben und Beier) Cheftrainer: Kurt Holke |